# مسعود فراستی
مسعود فراستی (زادهٔ ۱۹ فروردین ۱۳۳۰) فعال سیاسی سابق، مترجم، مدرس و منتقد سینما و سردبیر مجله فرم و نقد است. او در برنامه تلویزیونی هفت به عنوان مجری کارشناس ثابت دربخش میز نقد حضور داشت. او اکنون در پلتفرم یوتیوب به ساخت برنامه‌هایی با موضوع سینما همچون نقد فیلم‌ها و معرفی کتاب ادامه می‌دهد. 
همچنین در تصاویری که از میزگردهای زندانیان حزب توده از او منتشر شده، نام خانوادگی وی با پسوند «پور» آمده و نام خانوادگیش فراستی‌پور بوده‌است.

## پیشینه آموزشی و دانشگاهی
مسعود فراستی در دبستان تشویق و سپس در دبیرستان اندیشه در رشتهٔ ریاضی تحصیل کرده‌است و در انجمن ایران و فرانسه، زبان فرانسوی را آموخته‌است. از اواخر تحصیل در دبیرستان به مدت دو سال به عنوان مترجم مشغول به کار بوده‌است. وی در ۱۹ سالگی به ایتالیا رفته و پس از یادگیری ایتالیایی در شهر پروجا به دانشگاه بولونیا رفته و در آنجا مدت دوسال در رشتهٔ فلسفه و نمایش تحصیل کرده‌است، وی دانش آموختهٔ رشته‌ها و مقاطع زیر است:
- کارشناسی هنرهای تجسمی از دانشسرای عالی ملی هنرهای زیبای پاریس
- کارشناسی جامعه‌شناسی از دانشگاه پاریس ۸
- کارشناسی ارشد اقتصاد سیاسی (با پایان‌نامه: سرمایه‌داری پیرامون در کشورهای جهان سوم) از دانشگاه پاریس ۸[۳][۴][۵][۶][۷]

## بازگشت به ایران
وی پس از گذشت حدود هشت سال در اسفند ۵۷ به ایران بازگشت.
فراستی سابقاً یک فعال سیاسی کمونیست و سخنگوی انشعابی مائویستی از حزب توده با عنوان حزب رنجبران ایران بود و پس از انقلاب زندانی و به اعدام محکوم شد. اما در نهایت تواب شد.

## پیشینه مطبوعاتی و رسانه‌ای
از کارهای وی می‌توان به نگارش و تألیف آثار و مقالات هنری و سینمایی، تدریس در دانشکده‌های مختلف، تألیف و ترجمهٔ کتاب‌های گوناگون، مسئول بخش سینما و تلویزیون، عضو تحریریه مجلات سروش و سوره، سردبیری نقد سینما، دبیر هیئت تحریریه نقد سینما دوره تازه، عضو هیئت داوران سینمای دفاع مقدس، عضو هیئت مؤسس و رئیس دوره دوم انجمن منتقدان و سینماگران ایران، عضو هیئت رییسهٔ کانون منتقدان فیلم اشاره کرد. وی همچنین تهیه‌کنندهٔ برنامه‌های گفتگو با سینمای دفاع مقدس بود.

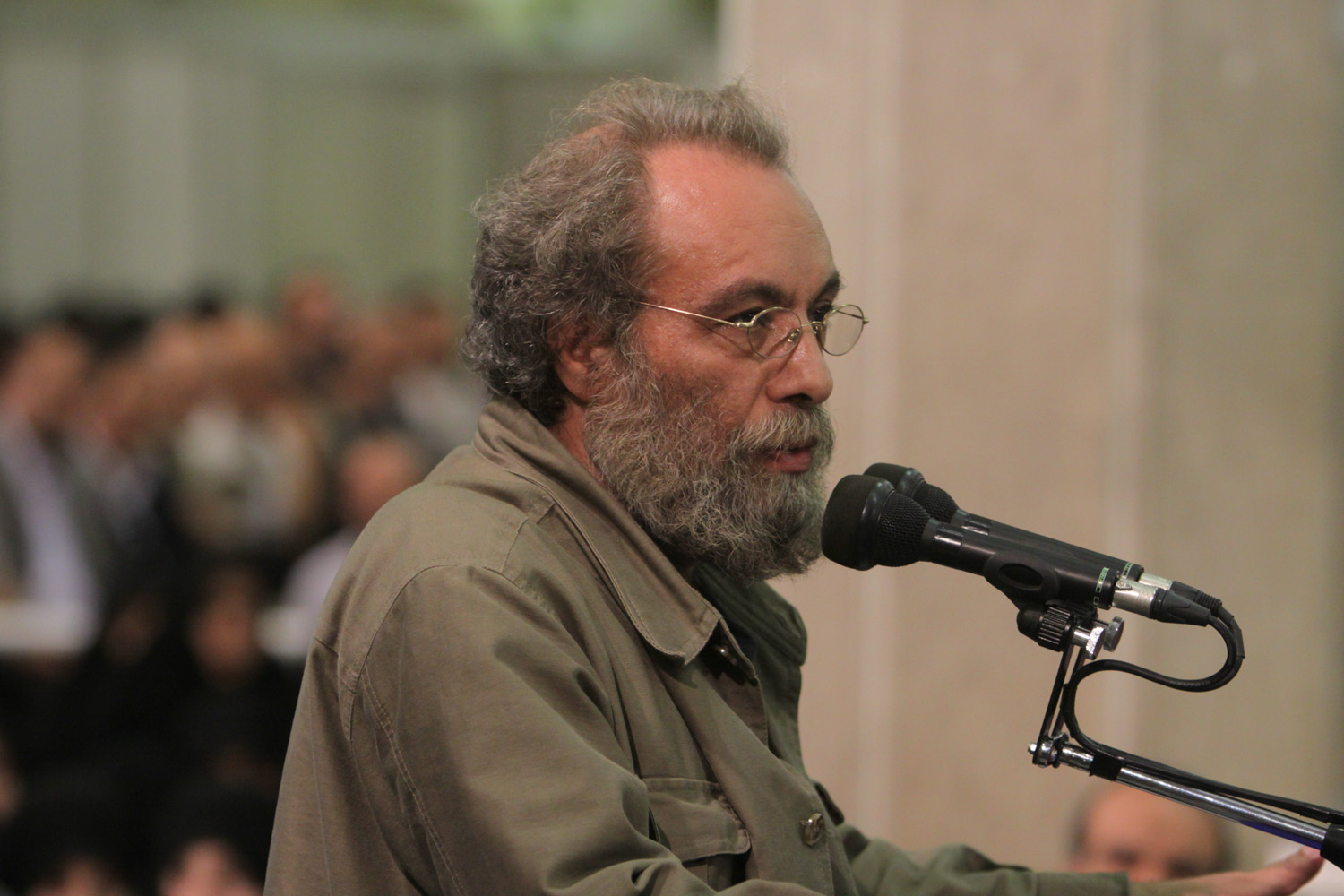
فراستی در حال سخنرانی در مراسم دیدار هنرمندان دفاع مقدس با علی خامنه‌ای

## نقل قول‌ها از وی
فراستی در پاسخ به این سؤال روزنامه شرق که منتقدانش می‌گویند او آدم حکومتی است گفت:
«اگر حکومتی بودن به معنی دفاع ملی است، بله من حکومتی هستم. اگر حکومتی بودن به معنی دفاع از مصالح و منافع ارضی و ملی است، بله من حکومتی هستم. اگر حکومتی بودن یعنی جیره‌خوار دولتی بودن و انتقاد نکردن است، آنها حکومتی هستند و من نیستم. من که به هر دولتی انتقاد دارم. به تمام دولت‌های بعد از انقلاب سر مسئله سینما انتقاد می‌کنم و کارهایشان را قبول ندارم. شما که با این نگاه دولتی سازگارید. نانتان در آن است. کدام بیشتر حکومتی هستیم؟ هر دو. شما بیشترید.»

### نقد هالیوود معاصر
فراستی اعتقاد دارد اکثر فیلم‌های تخیلی فعلی هالیوود خیلی بد هستند و همین موضوع باعث شده هالیوود معاصر لطمه ببیند، فراستی در این رابطه گفت:
«فیلم‌های تخیلی کنونی سینمای آمریکا اغلب فیلم‌هایی با این مضمون هستند که تعدادی ربات بی‌خاصیت باهم درحال جنگ هستند و به سمت یکدیگر تیر لیزری شلیک می‌کنند، ساختن چنین فیلم‌هایی که تمام درون‌مایه‌شان از جلوه‌های ویژه بیهوده آنهم ربات‌های جنگی بی‌فایده تغذیه می‌شود هیچوقت برای کارگردانش کنتور نمی‌اندازد و وی می‌تواند نهایت مسخره‌بازی را با کمترین هزینه به نمایش بگذارد و در نهایت آنرا به نسل جوان و نوجوان قالب کند درحالیکه باید بداند سینما با بازی‌های کامپیوتر فرق دارد و نباید فقط برای پول فیلم بسازد، به نظر بنده اینگونه فیلم‌های تخیلی مسخره و بی‌فایده تاکنون ضربات بسیار سنگینی به هالیوود زده‌است و این فیلم‌های رباتی‌جنگی باعث شده‌اند لطمه خوردن هالیوود الان برای ما به راحتی قابل مشاهده باشد.»

## دیدگاه‌ها و حواشی
فراستی به دیدگاه‌های جنجالی و تند نسبت به سینماگران معروف است..

### مسعود کیمیایی
فراستی در برنامه ۲۱ خرداد ۱۳۹۰ هفت،خطاب به دو اثر اخیر مسعود کیمیایی آن‌ها را استمنا معرفی کرد. این جمله وی با واکنش جامعه سینمایی و اهالی فرهنگ روبه رو شد.

### کمال تبریزی
مسعود فراستی در برنامه ۷ خرداد ۱۳۹۵ هفت در خصوص فیلم دونده زمین کمال تبریزی، فیلم را بی‌غیرت خواند و این اثر را مصداق کامل دیاثت هنری توصیف کرد.

### حضور در برنامه من و شما
در ۹ آذر ۱۳۹۷ مهمان این برنامه فراستی منتقد سینما بود که جدال لفظی بین او و آرش ظلی پور مجری برنامه، منجر به ترک برنامه توسط فراستی شد.در پی این رویداد که واکنش‌های منفی مردم و اهالی رسانه را در پی داشت، محمدمهدی قاسمی مدیر شبکه شما، ضمن عذرخواهی از مخاطبان، عوامل این برنامه از جمله آرش ظلی پور مجری برنامه را توبیخ کرد و جلوی ادامه پخش این برنامه من و شما را تا تصمیم‌گیری نهایی گرفت.ظلی پور در واکنش به این اقدام صدا و سیما در مصاحبه ای گفت، من ممنوع‌الکار شدم و فراستی سرحال به کارش ادامه داد. وی در ادامه نیز از متن عذرخواهی اجباری که برای او نوشتند گفت. در ادامه این رویه هنرمندان زیادی به این موضوع واکنش نشان دادند. پرویز پرستویی در صفحه شخصی‌اش نسبت به این موضوع واکنش نشان داد و گفت، فراستی به همه بزرگان سینما منهای هیچکاک توهین کرده‌است.

### اصغر فرهادی
فراستی، با انتشار ویدئویی در فضای مجازی انتقادات تندی را دربارهٔ فیلم قهرمان، آخرین اثر اصغر فرهادی مطرح کرد. وی قهرمان را فیلم بیچاره و مفلوکی قلمداد کرده و آن را بدتر از فروشنده دیگر اثر فرهادی خوانده‌است. این فیلم بی همه چیز است. وی پیشتر فیلم جدایی نادر از سیمین را که برنده جایزه اسکار بهترین فیلم خارجی هشتاد و چهارمین مراسم اسکار شده بود را طولانی، وراج و ملال آور دانسته بود.

### مراسم مرتضی پاشایی
فراستی در برنامه هفت، علت اقبال مردم و مراسم باشکوه تشییع جنازه وی را برای حمایت از موسیقی ندانست. وی در ادامه حملات خود گفت، برای مراسم تشییع این خواننده نزدیک به دو میلیون نفر رفته بودند و رفتن آنها به دلیل این نبوده که بخوان دفاع کنند از یک خواننده به شدت سطح پایین از نظر خوانندگی و آهنگ‌های او نه موسیقی درونش هست و نه هیچ چیز جدی ای در بیرون او.

## مجموعه آثار
فراستی ۲۲ کتاب تألیف و ترجمه کرده‌است. از جمله:

### مجموعه مقالات دربارهٔ سینماگران
1. همیشه استاد: آلفرد هیچکاک و سینمایش
2. افسانه چارلی چاپلین
3. کارناوال فدریکو فلینی
4. اسطورهٔ سینما: جان فورد و سینمایش
5. حماسه‌سرای سینما: آکیرا کوروساوا و سینمایش
6. رؤیا - پناهگاه: اینگمار برگمان و سینمایش

### نقد فیلم
1. ده فیلم، ده نقد دیگر
2. لذت نقد: نقدها، ضد یادداشت‌ها، مقالات
3. جنگ برای صلح: مروری بر سینمای دفاع مقدس: گزیده مقالات

### دربارهٔ تک‌فیلم‌ها
1. رنگ خدا: فیلمنامه، گفتگو، نقد
2. بچه‌های آسمان: فیلمنامه، گفتگو، نقد
3. زیر نور ماه (فیلمنامه - گفتگو - نقد و نظر)

### درسینما
1. دیالکتیک نقد
2. ۲۵ سال سینمای ایران: سینمای جنگ و دفاع مقدس
3. دست به نقد
4. سینمای کمدی و بیان فردی
5. سینما - قلم
6. فرهنگ فیلم‌های جنگی جهان
7. نقد چیست، منتقد کیست؟ (مجموعه مقالات)

### ترجمه
1. فانوس خیال[۴۰]